# Aimée Tessandier
Pour les articles homonymes, voir Tessandier.
Aimée Tessandier, née Françoise Saugnier le 29 octobre 1853 à Libourne et morte le 22 octobre 1923 à Paris 18e, est une actrice française.
En 1885, elle reprit L'Arlésienne qui n'eut pas moins de 500 représentations.

## Biographie
C'est à Reims que Jacques Offenbach, venu spécialement de Paris, proposa un engagement à Aimée Tessandier pour la première fois.
Elle débuta au Théâtre-Français de Bordeaux dans les Brebis de Panurge ; passe ensuite à Bruxelles, à Reims, etc. Débute à la Gaîté, dans Le Gascon (1875) et crée Agnès Sorel, dans Jeanne d’Arc (1873).
Elle part pour le Caire, en 1875, y reste deux ans, revient en France, joue un peu en province puis est engagée au Gymnase ; débute dans La Dame aux Camélias (1878), et crée L’Âge ingrat, Le Fils de Coralie.

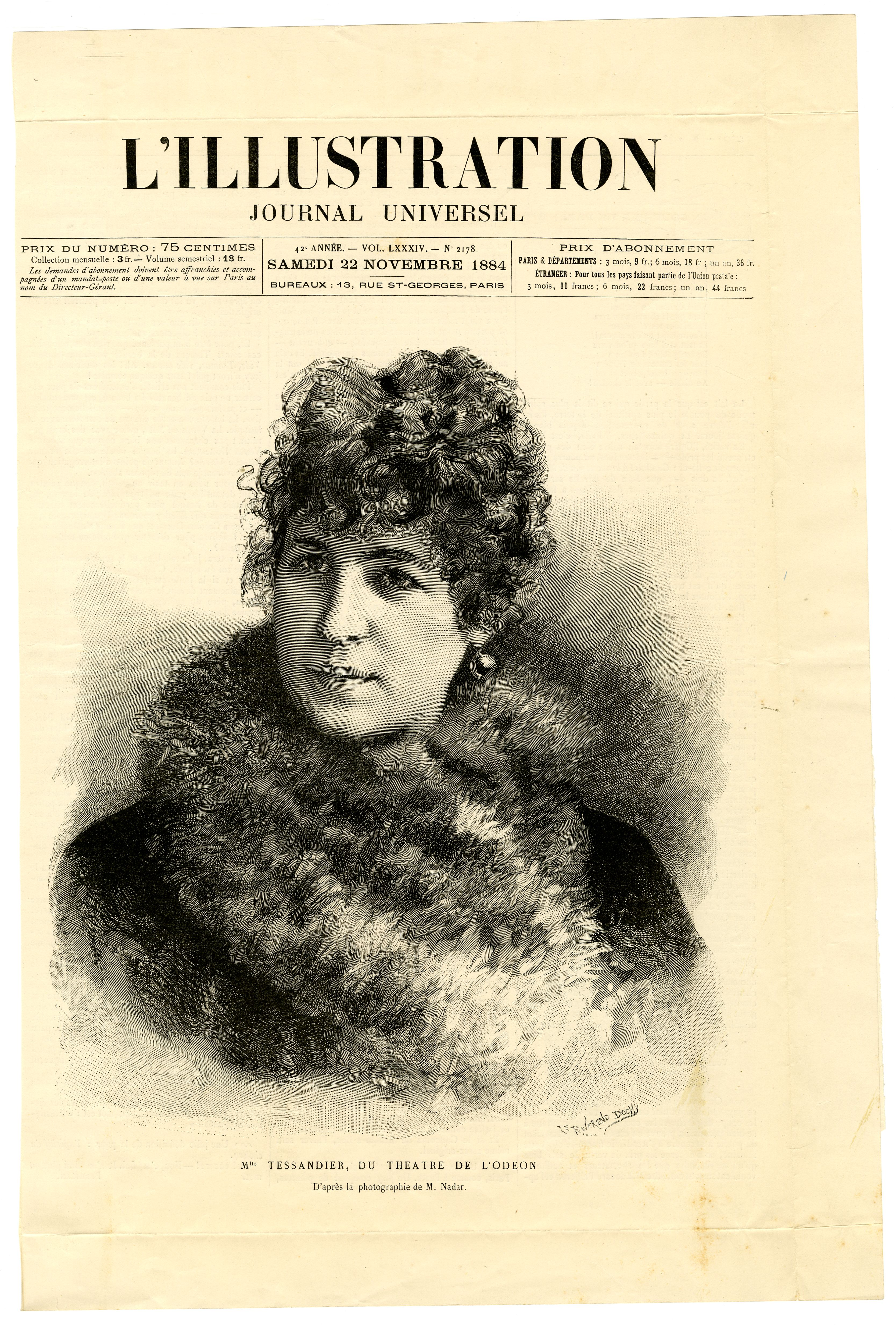
Tessandier, Aimée Jeanne (1851-1923); actrice, Dochy, Henri, Felixarchief, 12 12838

Passe à l'Odéon, débute dans Charlotte Corday (1880) ; crée le Voyage de noces, Othello ; reprend L’Arlésienne, Antony, etc.
Engagée dans le vaudeville, y reprend L’Âge ingrat et crée Georgette (1885) ; joue ensuite Patrie ! à la porte Saint-Martin, Les 5 Doigts de Birouk, aux Nations. ; Marie-Jeanne, à l’Ambigu ; L’Affaire Clemenceau, au Vaudeville ; Athalie, Fanny Lear, Les Érinnyes, Révoltée, à l’Odéon.
Débute à la Comédie-Française, dans La Bûcheronne (création, 13 novembre 1889). Retourne au Gymnase ; crée Dernier amour (1890). Crée Lysistrata, au Grand Théâtre (1892), y reprend Sapho.

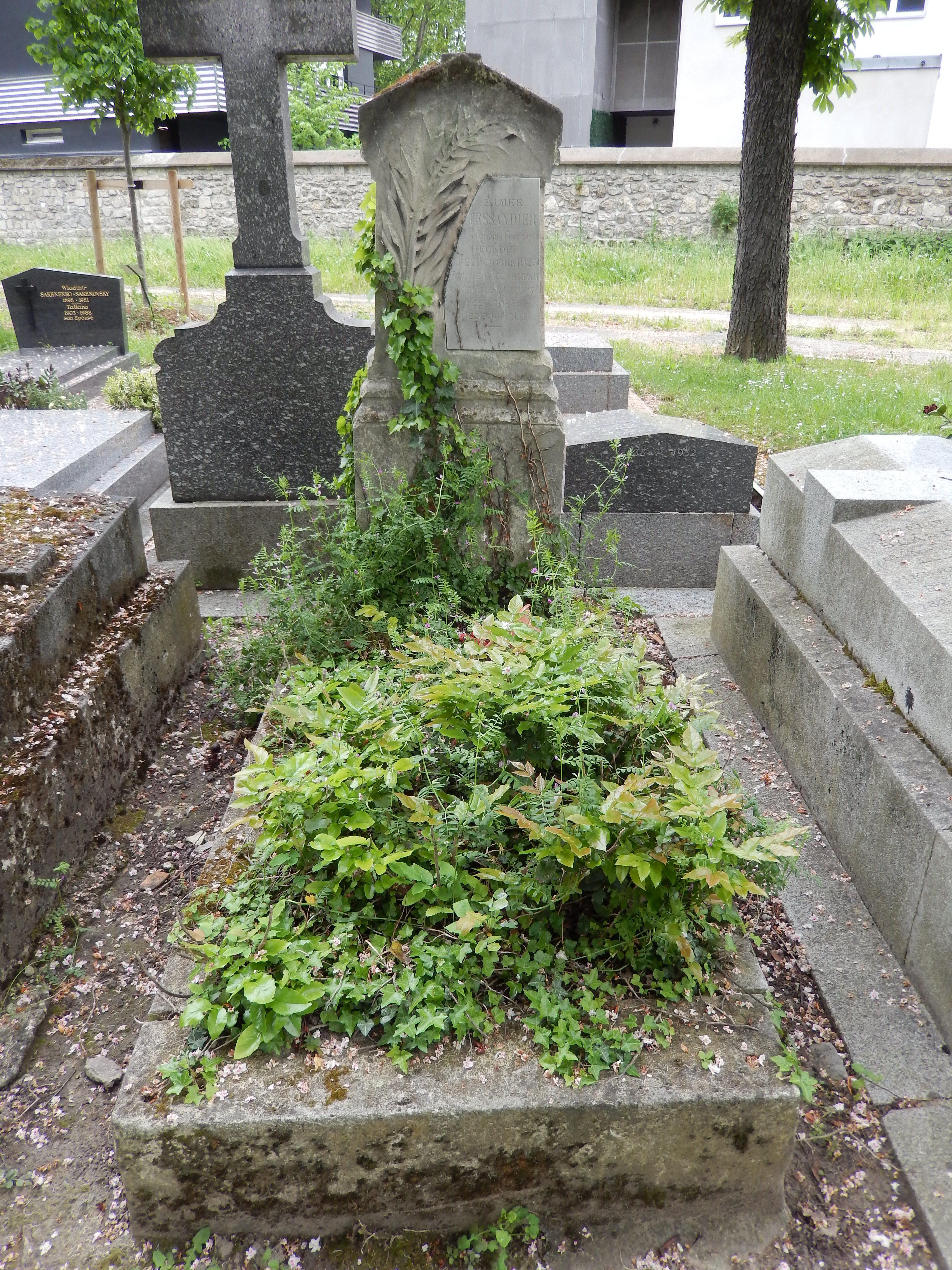
Tombe d'Aimée Tessandier au cimetière des Batignolles (division 28).

Elle revient à l'Odéon et y crée Vercingétorix (1893), reprend M. Alphonse (1894) et crée Pour la Couronne (1895).
Elle crée, au Châtelet, Les Fugitifs (1895), Catherine de Russie (1896). Puis, elle rentre à l'Odéon et y crée Les Perses (l896).
Elle crée, à l'Ambigu, La Maîtresse d’école, La Joueuse d’orgue (1897), La Pocharde, et La Corde au cou (1898).
Elle retourne à l'Odéon et crée Les Antibel, Les 1908 Truands, Ma bru (1899), etc.
À la fin de sa carrière, elle tourna dans quelques films.
Elle est inhumée à Paris au cimetière des Batignolles (28e division).

## Théâtre
- La Môme aux beaux yeux de Pierre Decourcelle, Théâtre de l'Ambigu
- 1880 : Le Fils de Coralie d'Albert Delpit, Théâtre du Gymnase
- 1882 : Amhra de Grangeneuve, Théâtre de l'Odéon
- 1883 : Formosa d'Auguste Vacquerie, Théâtre de l'Odéon
- 1883 : Severo Torelli de François Coppée, Théâtre de l'Odéon
- 1884 : Macbeth de Shakespeare, Théâtre de l'Odéon
- 1885 : L'Arlésienne d'Alphonse Daudet, musique Georges Bizet, Théâtre de l'Odéon
- 1888 : Caligula  d'Alexandre Dumas, Théâtre de l'Odéon
- 1888 : La Marchande de sourires de Judith Gautier, Théâtre de l'Odéon
- 1892 : Le Justicier de Stanislas Rzewuski, Théâtre de l'Ambigu-Comique
- 1913 : Le Phalène d'Henry Bataille, Théâtre du Vaudeville

## Filmographie

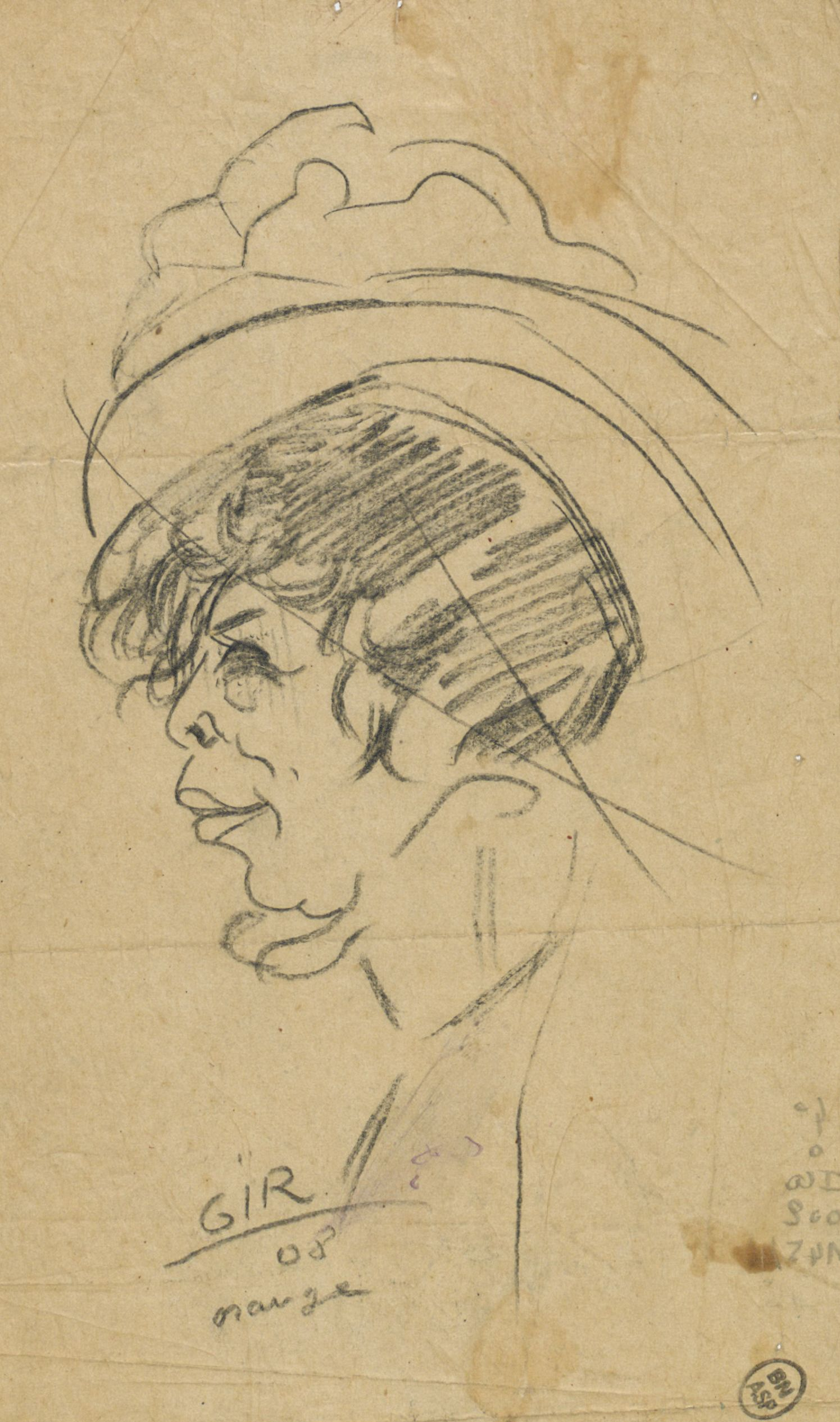
Aimée Tessandier répétant Iphigénie de Racine par Charles Gir, 1908.

- 1908 : La Petite Marchande de fleurs de Maurice de Féraudy
- 1909 : Le Boucher de Meudon
- 1911 : La Pécheresse (réalisateur inconnu)
- 1912 : Pauvre Père de Georges Denola
- 1913 : Les Deux noblesses de René Leprince
- 1913 : Cœur de femme de René Leprince et Ferdinand Zecca
- 1913 : La Leçon du gouffre de René Leprince et Ferdinand Zecca
- 1915 : La Seconde Mère
- 1921 : L'Essor de Charles Burguet

## Récompenses et distinctions
- Officier d'académie [3]
- La ville de Libourne a donné son nom à un nouvel espace de sa voirie en 2009 : Place Aimée Tessandier.

## Iconographie
- s. d.  - Portrait présumé de Mlle Aimée Tessandier hst, Shd, dim; h: 39 cm x l: 31 cm par Léon Comerre (1850-1916).

## Biographie
- Aimée Tessandier a laissé des Souvenirs, recueillis et rédigés par Henri Fescourt, publiés à Paris chez Flammarion en 1912.
- Christophe-Luc Robin, « De Libourne à la Comédie-Française : Aimée Tessandier (1853-1923) », Revue historique et archéologique du Libournais et de la vallée de la Dordogne, tome LXXX, n° 299, 2012.